# You Took Advantage of Me
You Took Advantage of Me est une chanson de 1928 composée par Richard Rodgers avec des paroles de Lorenz Hart, pour la comédie musicale Present Arms (en). Elle est chantée par Joyce Barbour et Busby Berkeley dans les personnages d'Edna Stevens et Douglas Atwell.  
Les personnages étaient autrefois mariés, mais ont toujours des sentiments romantiques l'un pour l'autre.

## Histoire
Le soir de l'ouverture, Berkeley oublie les paroles et doit, pour masquer, utiliser du scat et fredonner tout le deuxième couplet. Berkeley a également affirmé que ses paroles absurdes pour le deuxième couplet improvisé avaient laissé Hart « presque apoplectique », mais le public était amusé et Hart lui a plus tard pardonné. La chanson est ensuite incluse dans le film de 1930 Leathernecking, une adaptation de Present Arms. 
Rodgers décrit la chanson comme une chanson impertinente que le public aime plus que les chansons d'amour contemporaines traditionnelles. Dans son livre The Poets of Tin Pan Alley, Philip Furia écrit que la chanson dépeignait « un personnage qui se dévalorisait de manière humoristique, et qui était parfaitement adapté à des paroles à la fois rimées de façon évoluée et décontractées ». 
L'un des premiers enregistrements de la chanson est la version de Paul Whiteman de 1928, connue notamment pour les performances de Bix Beiderbecke et Frankie Trumbauer. La chanson peut être chantée par des hommes ou des femmes, mais elle est traditionnellement chantée par des femmes. 

## Reprises notables
- L'orchestre de Paul Whiteman avec Bing Crosby (enregistré le 25 avril 1928)[8].
- Miff Mole (1928).
- Django Reinhardt et Stéphane Grappelli (1937).
- Keely Smith (1949).
- Anita O'Day (1950).
- Judy Garland dans Une étoile est née (1954).
- Elaine Stritch dans la reprise de On Your Toes (1954) et pour son album solo Stritch.
- Carmen McRae (1956) CABU Jazz Masters - Une Anthologie 1954-1956 - utilisé comme générique dans le film Profession : Génie (1985).
- June Christy (1956).
- Ella Fitzgerald (1956)[9].
- Billie Holiday (1959).
- Rosemary Clooney (1960).
- Tony Bennett (1961).
- Al Hirt (1965)[10].
- Ella Fitzgerald et Joe Pass (1976).
- Linda Ronstadt avec Nelson Riddle (1984).
- The Supremes (2002)[11].
- Keith Jarrett - My Foolish Heart (2007, en live)[12].
- Megan Mullally (2007)[13].